# إدوين جورج لوتز
إدوين جورج لوتز (بالإنجليزية: Edwin George Lutz)‏ هو رسام كارتون ورسام توضيحي أمريكي، ولد في 26 أغسطس 1868 في فيلادلفيا في الولايات المتحدة، وتوفي في 30 مارس 1951.